# Пороховщиков, Александр Александрович (конструктор)
Александр Александрович Пороховщиков (1892, Санкт-Петербург — 28 июля 1941, СССР) — российский инженер-конструктор, лётчик, предприниматель, сын предпринимателя А. А. Пороховщикова, дед актёра Александра Шалвовича Пороховщикова.

## Биография
Самолётостроением начал заниматься с юных лет (будучи гимназистом). В 1909 году построил самолёт, одобренный Н. Е. Жуковским.
В 1910 году газеты писали:

Юный изобретатель аэроплана Ал. Пороховщиков приступил к постройке своего аэроплана. Постройка, как мы сообщали, задерживалась из-за недостатка необходимых средств. В настоящее время постройку принял на себя на известных условиях один из столичных автомобильных фабрикантов. Постройка, которая будет вестись под личным наблюдением изобретателя, займет около месяца, после чего будет преступлено к пробным полётам.

Ал. Пороховщиков хлопочет о предоставлении ему для полётов гатчинского аэродрома. На отдельные части аэроплана юный изобретатель берёт 12 привилегий.
В 1911 году организовал опытную мастерскую, где построил расчалочный моноплан простейшей конструкции «Пороховщиков № 1» и сам летал на нём.

РИГА. Молодой изобретатель Пороховщиков совершил удачный полёт на моноплане собственной конструкции. — писала газета

В 1914 году построил первый в мире успешно летавший самолёт двухбалочной схемы — двухместный разведчик, название «Би-кок» № 2 («Двухвостка»). Второй построенный им в 1915 году экземпляр «Бикока» был оснащен гусеничным шасси. И это тоже было сделано впервые в мире.

Рижское небо оказалось счастливым и для молодого изобретателя Александра Пороховщикова. Такие лётчики и авиаконструкторы как князь Кудашов, пилот Уточкин, изобретатель Гаккель, авиатор Слюсаренко приезжали в Ригу уже в зените славы. А Александр Пороховщиков впервые взлетел ввысь ещё в 1911 году на ипподроме в Золитуде. Причём на аэроплане собственной конструкции. Молодого человека заметили, он переехал в Санкт-Петербург, работал авиаконструктором. Мир тесен. В сентябре 1914 года Михаил Григорашвили провёл испытательный полёт сконструированного Пороховщиковым самолёта «Би-кок». Самолёт понравился и лётчику, и военному министерству. Александру предложили: пусть авиаконструктор Терещенко производит «Би-коки» на своем заводе в Киеве. Случись это — первым пилотом аэропланов Пороховщикова стала бы Люба Галанчикова: с началом войны она вернулась из Франции в Россию, сдала свой личный самолёт военному министерству и стала работать лётчиком-испытателем на заводе Терещенко.

Замысел, однако, не сбылся: Пороховщиков сказал, что готов сам производить самолёты. Стороны ни о чём не договорились и Александр вернулся в Ригу, где создал первый в мире… танк.
Оценивая бурный рост авиации и предвидя её влияние на будущую войну, весной 1914 года предложил разработанный им проект противовоздушной обороны Балтийского побережья страны, включающий сеть станций воздушного наблюдения и связанных с ними средствами связи аэродромов истребительной авиации для наведения её на нарушителей воздушного пространства. Обсуждение проекта продолжалось до начала первой мировой войны, систему ПВО пришлось спешно создавать уже в ходе войны.
В 1915 году создал «танк Вездеход». В июле 1915 года были проведены его испытания и комиссия признала танк годным для применения в войсках. К январю 1917 года Пороховщиков создал усовершенствованную модель танка, вооружённую 4 пулемётами, из них 1 зенитный. Однако в производство танк не пошёл и после революции был забыт.
В 1917 году в мастерской Пороховщикова (в Петрограде), преобразованной в завод, выпускались самолёты иностранных марок, а также учебный биплан П-IV. После Октябрьской революции конструктор и фабрикант сам национализирует свой завод и передаёт его государству.
В 1918 году вступил в Красную армию. В том же 1918 году Пороховщиков сдал официальные испытания на звание военного лётчика. Участник Гражданской войны, воевал в 3-м и в 32-м авиационных отрядах на Северном, Южном и Западном фронтах. Был военным лётчиком Первой Петроградской авиагруппы, 3-го и 32-го авиационных отрядов, начальником 16-го авиационного поезда.
После войны возглавлял Опытные мастерские Воздушного флота. С августа 1923 года — уполномоченный Главвоздухфлота и начальник авиагруппы особого назначения ОГПУ. Одновременно продолжал конструкторскую деятельность. В 1919—1923 годах выпускались учебные самолёты его конструкции — П-IV бис, П-IV 2бис, П-VI бис (все они имели бипланную схему с хвостовой фермой).
В 1924 году уволен в запас и переехал в Москву (числился в запасе до 1928 года, когда ему была назначена военная пенсия), где организовал частное конструкторское бюро. Бюро занималось разработкой инженерных конструкций и изобретениями. КБ Пороховщикова неоднократно предлагало Главкоавиа и НТК УВВС проекты различных самолётов.
Был репрессирован в 1927 году. В соловецком исправительно-трудовом лагере СЛОН занимался проектированием гидросооружений для Беломорканала. После освобождения работал в гидропроектных организациях Москвы. Перед войной переведён на работу в Автобронетанковое управление РККА.
20 октября 1940 года арестован по обвинению в шпионаже и антисоветской агитации. 11 июля 1941 года приговорён ВКВС СССР к расстрелу, расстрелян 28 июля. Место захоронения — полигон «Коммунарка». Реабилитирован посмертно 3 декабря 1955 года. Тем не менее, его имя регулярно упоминалось в газетных статьях и на рубеже 1940—1950-х — в период кампании по поиску «русских приоритетов» в науке и технике.
В 1977 году Почта СССР выпустила марку с изображением самолёта П-IV бис.